# Джамузовци
Джамузовци е село в Западна България.
То се намира в Община Ихтиман, Софийска област.

## География
Село Джамузовци се намира в планински район.

## Културни и природни забележителности
Няколко кладенеца снабдяват махалата с вкусна студена бистра вода. Имената им са звучни като смисъла им е скрит в миналото. Най-студената вода извира в местността „Плетенец“ под корените на вековна бука. Може да се пие без опасни последствия за гърлото 30 мин. след като е налята. Водата от кладенеца в местността „върбите“ има също свои скрити тайни. Кладенецът под Параклиса „Св. Дух“ е лечебен както и нощувката в местността. Водата от кладененеца в местността „Габера“ е вкусна и предпочитана от местните аборигени. Запуснати са Самодивския и Стойков кладенец в местността „Елов“ дол и „Дошевото“ градище. Водата в местността „Циганката“ също е отлична питейна вода. „Турският“ кладенец и „Вучия“ кладенец чакат своето преоткриване когато хората се върнат на това Райско място отново.

## История
М. Джамузовци. Според преданието махалата води началото си от трима братя, които се заселили на това място, което било обраснало с гъста дъбова гора и започнали да отглеждат свине. Местността, където свинете лежали, се казва и сега Свинарник. Според дядо Тане Стоилов името Джамузовци идва от Домузовци.(„домуз“ на турски -глиган, прасе, свиня). Един от братята после се изселил в с. Черногорово (Татар Пазарджик - днес Пазарджик). От останалите двама братя е произлязла махалата. Тя сега се дели на три малки махали:
1. Козловци, в която живеят родовете Козловци (10 к.), Благойовци (3 к.), Гойовци (2 к.) и Янчовци;
2. Терзийци, в която са родовете Терзийци (5 к.) и Дживджовци (4 к.), Кирови (4 k.)
3. Дошевци с род Дошевци, дошли между 1900 и 1905 г. от изоставената малка махала със същото име.

Първите две малки махали се делят от Габерски дол, а третата се намира в самото му начало. По предание се знае, че в Джамузовци има заселници и от разтурената махала Обратовци.
Има още една махала, която е четвърта – Самото Джамузовци, след табелата, която го обозначава се завива надясно по стръмен път надолу. Там се смята, че се заражда махалата като цяло от въпросните братя. Фактът е, че едни от най-старите къщи изобщо от всички къщи в махалата са именно там. От тази въпросна махала е и сегашният кмет на с. Бузяковци (2009 г.). Там е живеел и Ивановият род. Тази махала още пази дивият си възрожденски облик.
Дейно участие в Априлското въстание от 1876 г. вакарелци не са взели, въпреки че по махалите ходели панагюрци-мутафчии, които тайно подготвяли почвата за това. За същата цел в Хановете се били установили двама панагюрци, които държали под наем кръчма. По време на въстанието те скришом избягват. На настойчивата молба на въстаналите едновременно с Панагюрище и Копривщица селяни от с. Поибрене се отзовали само десетина души вакарелци от махалите Бузяковци и Джамузовци. Останалото население на махалите от тази част на краището се крило няколко дена из горите. Турците, дошли да усмиряват въстаниците, искали да запалят Хановете, но били възпрени със застъпничеството на последния началник на кулата Емин чауш. Затворени били цели три месеца тогавашните първенци дядо Стоил Гергов от м. Джамузовци и дядо Иван Тепавичара от м. Пановци, а също и свещениците Захарий Николов и Иван Ангелов.

## Редовни събития
Всяка година на празника на „Свети Дух“ се прави събор-курбан на „Кутела“.
Параклисът на махалата „Свети Дух“ се намира в местността Зубариница до дола „Змейовец-дибокия валог“, построен в близост до мястото на стария разрушен параклис.

## Други
На мястото на стария разрушен параклис (през 1986 г.)е положен комуникационен кабел от трудоваци. На дълбочина около 10 метра е хвърлен и закопан оброчният кръст на стария параклис от същите работници.